# Борис Копитович
Борис Копитович (серб. Boris Kopitović/Борис Копитовић, нар. 17 вересня 1994, Подгориця) — чорногорський футболіст, захисник білоруського клубу БАТЕ та національної збірної Чорногорії.

## Клубна кар'єра
Вихованець «Будучності». За першу команду клубу дебютував 1 вересня 2012 року у виїзному поєдинку проти «Младості». У своєму першому сезоні Копитович зіграв у 12 матчах. 30 травня 2015 року відзначився першим та єдиним м'ячем за «Будучност», вразивши ворота «Зети» на 67-й хвилині.
30 липня 2015 року переїхав до Ізраїлю, де став гравцем клубу «Хапоель» (Акко). Дебютував 22 серпня. Протягом сезону виходив на поле практично в кожному матчі чемпіонату. Відзначився 3 голами за ізраїльський клуб.
1 липня 2016 року повернувся до Чорногорії, де приєднавяся до тогочасного діючого чемпіону країни — «Младості». В середині липня зіграв у матчах кваліфікації Ліги чемпіонів проти болгарського «Людогорця».
До складу клубу «Чукарички» приєднався у грудні 2016 року, з яким підписав 3-річний контракт. За два з половиною сезони, проведених у команді, зіграв 69 матчів та відзначився 6-а голами.
У серпні 2019 року підписав 3,5-річний контракт з БАТЕ. Сума відступних склала 300 000 євро. Дебютував у новій команді 11 серпня 2019 року в переможному (4:1) поєдинку чемпіонату Білорусі проти «Енергетика-БДУ». Борис вийшов на поле в стартовому складі.

## Виступи за збірні
2012 року дебютував у складі юнацької збірної Чорногорії, взяв участь у 9 іграх на юнацькому рівні.
Протягом 2014–2016 років залучався до складу молодіжної збірної Чорногорії. На молодіжному рівні зіграв в 11 офіційних матчах.
Дебютував у футболці національної збірної Чорногорії 2 червня 2018 року в програному (0:2) поєдинку проти Словенії.

### Голи за збірну
Рахунок та результат збірної Чорногорії в таблиці подано на першому місці.
| №  | Дата           | Місце                       | Суперник | Рахунок | Результат | Змагання                         |
| -- | -------------- | --------------------------- | -------- | ------- | --------- | -------------------------------- |
| 1. | 14 жовтня 2018 | Стадіон ЛФФ, Вільнюс, Литва | Литва    | 2–0     | 4–1       | Ліга C Ліга націй УЄФА 2018—2019 |

## Досягнення
- Чемпіонат Чорногорії
  -  Срібний призер (1): 2012/13

- Кубок Чорногорії
  -  Володар (1): 2012/13

- Кубок Білорусі
  -  Володар (2): 2019/20, 2020/21